# Galija (otok)
Galija je majhen otoček v skupini Brionski otokov ob jugozahodni obali Istre severozahodno od Pule (Hrvaška).
Galija leži okoli 1 km zahodno od severnega dela Velikega Brijuna. Površina otočka meri 0,052 km². Dolžina obalnega pasu je 0,85 km. Najvišja točka na otočku doseže višino 5 mnm.